# 사랑의 훈장
《사랑의 훈장》은 KBS에서 1971년 9월 16일부터 1971년 11월 5일까지 방영된 금요드라마이다.

## 줄거리
말썽 많은 보건소 위생과장 서리가 된 장민호가 불량식품업자들과 벌이는 공익을 위한 투쟁과 그의 가정을 그린다.

## 등장 인물
- 장민호
- 고은아
- 주현
- 하명중
- 이신재
- 민승원